# 正津川

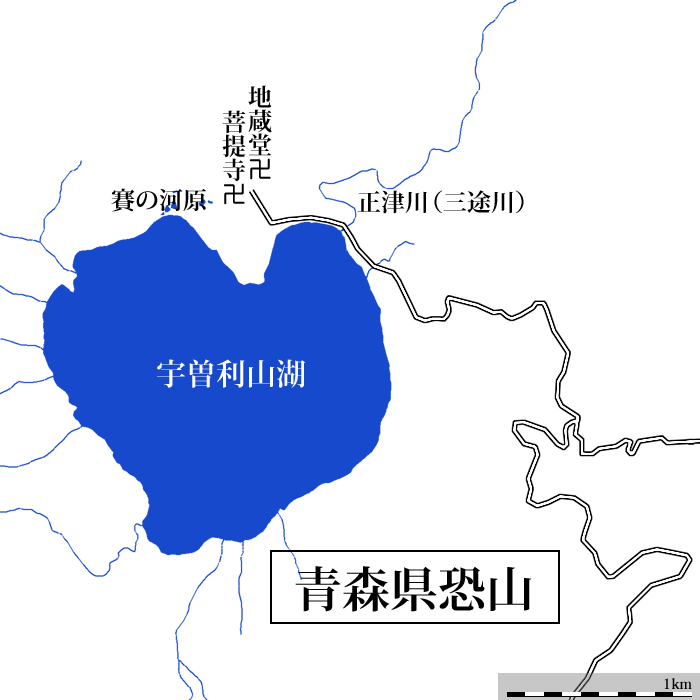
正津川と宇曽利湖

正津川（しょうづがわ）は、青森県むつ市を流れ津軽海峡に注ぐ二級河川。正津川水系の本流である。上流域では三途川と呼ばれる。上流部の霊場恐山は観光地としても有名である。

## 地理
青森県むつ市の恐山にある宇曽利湖から流出し北東に流れ、むつ市大畑町で津軽海峡に注ぐ。
宇曽利湖の唯一の流出河川である。

## 流域の自治体
青森県
むつ市

## 支流
- 八滝沢